# Adri Duycker
Adri Duycker   (Beverwijk, 13 d'octubre de 1946) va ser un ciclista neerlandès que fou professional entre 1972 i 1973. Del seu palmarès destaca les dues medalles als Campionats del món en contrarellotge per equips.

## Palmarès
- 1970
  - 1r a la Volta a Bèlgica amateur
- 1971
  - Vencedor d'una etapa a la Volta a Bèlgica amateur